# David Klaus

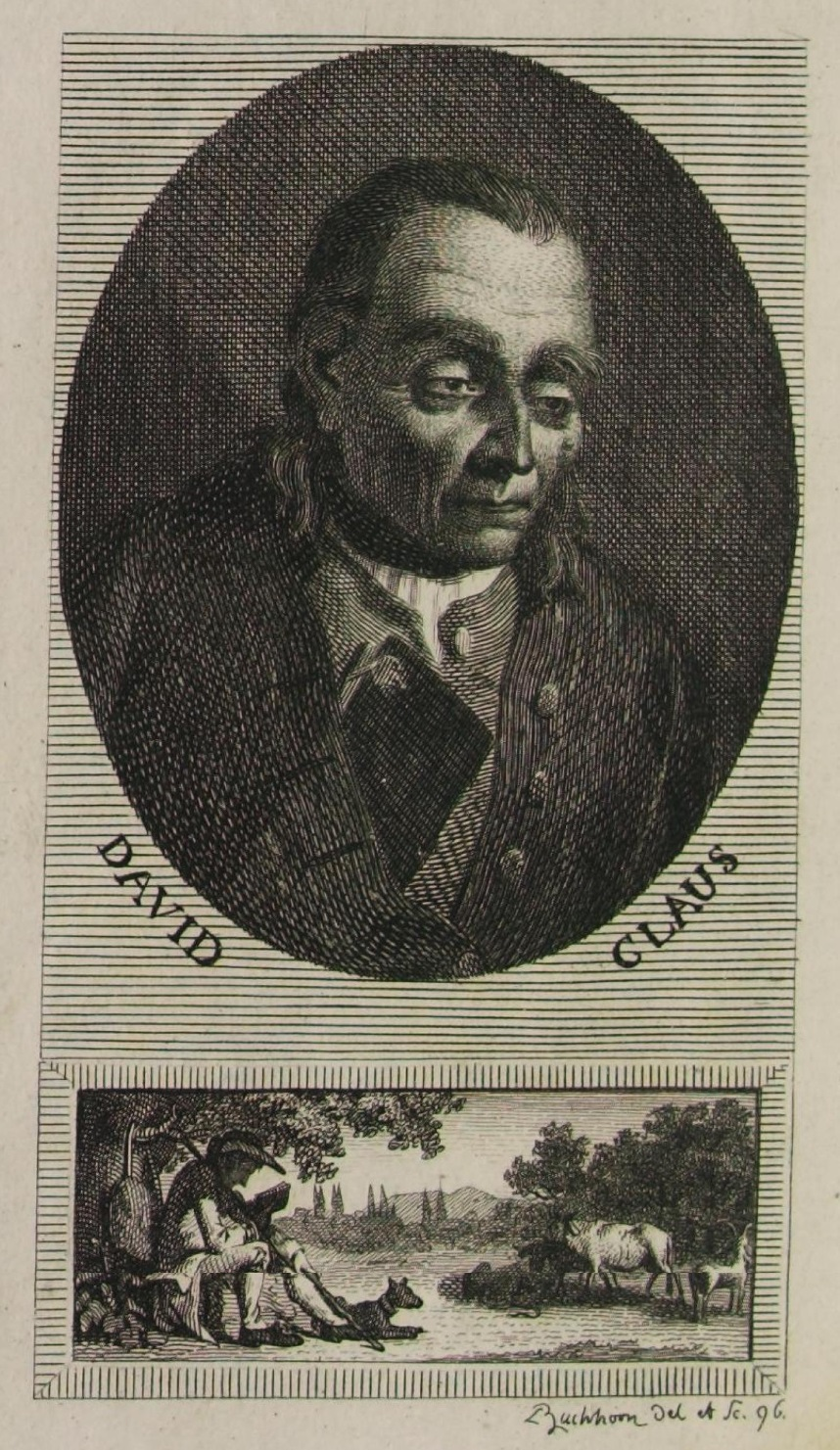
David Klaus, Buchillustration von Ludwig Buchhorn, 1796

David Klaus (* 1718 in Halberstadt; † 2. Juli 1793 ebenda) war ein deutscher Hirte und Philosoph.

## Leben
Alle Informationen über David Klaus einschließlich seiner Spruchweisheiten entstammen den Lebensbeschreibungen, die der Halberstädter lutherische Domprediger Johann Werner Streithorst 1793 und 1796 über ihn veröffentlichte. Dem Sittenbuch von 1796 fügte Streithorst ein Gedicht an mit dem Titel Das Lied von David Klaus. Bey seiner jährlichen Todesfeyer zu singen, in dem er Klaus im Rousseau’schen Sinn zum Urbild des naturhaften Weisen und Heiligen des einfachen Volkes stilisiert.
Demnach wurde David Klaus als Sohn eines Hirten geboren und wurde später ebenfalls Klosterhirte in Halberstadt und Vorleser im Armenhaus.
Er besuchte die Bürgerschule und erlernte dort Lesen und Schreiben, seine Wissensbegierde wurde dort geweckt. Während seiner Tätigkeit als Hirte im Dienst des Nicolaiklosters der Dominikanerinnen erwarb er im Laufe der Zeit bis zu seinem Tod ungefähr 1.200 Bücher, die er zum Studium mit auf das Feld nahm.
Als er älter wurde, ging er in das Georgen-Hospital und verdiente durch Holzhacken etwas Geld, um weiter Bücher kaufen zu können, und las im Armenhaus den Bewohnern vor.
In seinem Bücherstudium beschäftigte er sich mit Mystik. Seine bevorzugten Schriftsteller waren Christian Hoburg, Johann Wilhelm Petersen, Jakob Böhme, Valentin Weigel und Gottfried Arnold. Er las auch philosophische und historische Literatur und erwarb die Berleburger Bibel, für die er zwei Jahresgehälter zahlte; später kaufte er für seine erkrankte Schwester eine zweite Ausgabe. Zum Übersetzen aus dem Lateinischen und Griechischen hatte er sich ein Lexikon angeschafft und übersetzte im Selbststudium. Durch das Lesen der Bücher kam er zu eigenständigen Ansichten zur Religion und zum Leben, die er in einem Sprüchebuch zusammenfasste, das nach seinem Tod veröffentlicht wurde.
Er versuchte auch die Buchkultur im einfachen Volk zu verbreiten, indem er Bücher verschenkte oder unter dem Ankaufspreis weiterverkaufte.

### Auszüge aus seiner Sprüchesammlung
- Gute Bücher sind wie Wegweiser auf einer Reise.
- Es ist wahr, man kann viel aus Büchern lernen, aber nicht Alles, was man wissen muß. Wer selbst nicht nachdenken will, wird nie klug.
- Was hilft der schönste Religionsname, christlich, evangelisch u. s. w., wenn die That fehlt?
- In Religionssachen muß man Niemanden die Augen verbinden, sondern Alles klar vor Augen legen.
- Wer heute nicht Lust hat zu einer guten Sache, wird schwerlich morgen Vergnügen darin finden.
- Christus hat nicht gesagt: Gehet hin und brauchet Gewalt, sondern: Gehet hin und lehret alle Völker!
- Dich selbst überwinden, ist der schönste Sieg.
- Böse Leute machen eigentlich die bösen Zeiten.
- Wenn man noch so gering und niedrig ist, so kann man sich doch Weisheit erwerben, und man hat daran einen großen Schatz, wenn man gleich arm ist.
- Wir versagen dem Leibe die Nahrung nicht; warum denn der Seele?
- Wenn einer heute wüßte, daß er morgen sterben würde, wie gut würde er doch den heutigen Tag anwenden! Es könnte aber seyn, daß morgen dein letzter Tag wäre!
- Redet nicht mehr von Jemand, als ihr ihm ins Gesicht dürft sagen.
- Morgen ist stets des Faulen sein Werktag und heute sein Ruhetag.[3]